# Allothnonius barretti
Allothnonius barretti är en skalbaggsart som beskrevs av Britton 1978. Allothnonius barretti ingår i släktet Allothnonius och familjen Melolonthidae. Inga underarter finns listade i Catalogue of Life.